# Крупа (Оброваць)
Крупа (хорв. Krupa) — населений пункт у Хорватії, у Задарській жупанії у складі міста Оброваць.

## Населення
Населення за даними перепису 2011 року становило 127 осіб.
Динаміка чисельності населення поселення:

## Клімат
Середня річна температура становить 13,04 °C, середня максимальна – 27,51 °C, а середня мінімальна – -2,10 °C. Середня річна кількість опадів – 955 мм.
| Клімат поселення                              | Клімат поселення | Клімат поселення | Клімат поселення | Клімат поселення | Клімат поселення | Клімат поселення | Клімат поселення | Клімат поселення | Клімат поселення | Клімат поселення | Клімат поселення | Клімат поселення | Клімат поселення |
| Показник                                      | Січ.             | Лют.             | Бер.             | Квіт.            | Трав.            | Черв.            | Лип.             | Серп.            | Вер.             | Жовт.            | Лист.            | Груд.            |                  |
| Середній максимум, °C                         | 8,88             | 10,19            | 13,52            | 17,26            | 21,97            | 25,79            | 27,51            | 27,34            | 22,82            | 18,07            | 12,62            | 9,19             |                  |
| Середня температура, °C                       | 3,39             | 4,70             | 8,02             | 11,76            | 16,49            | 20,32            | 23,24            | 23,06            | 18,56            | 13,79            | 8,35             | 4,90             |                  |
| Середній мінімум, °C                          | −2,1             | −0,8             | 2,54             | 6,27             | 11,00            | 14,82            | 18,94            | 18,79            | 14,26            | 9,52             | 4,06             | 0,63             |                  |
| Норма опадів, мм                              | 76               | 71               | 75               | 84               | 73               | 68               | 47               | 59               | 94               | 101              | 113              | 94               |                  |
| Середньомісячна швидкість вітру, м/с          | 1.78             | 1.94             | 2.20             | 2.18             | 1.94             | 1.75             | 1.76             | 1.62             | 1.67             | 1.69             | 1.98             | 1.96             |                  |
| Середньомісячна сонячна радіація, кДж/м²·день | 5007             | 7698             | 11371            | 15985            | 19990            | 22460            | 24106            | 21013            | 15498            | 9956             | 5418             | 4267             |                  |
| --------------------------------------------- | ---------------- | ---------------- | ---------------- | ---------------- | ---------------- | ---------------- | ---------------- | ---------------- | ---------------- | ---------------- | ---------------- | ---------------- | ---------------- |
| Джерело:                                      |                  |                  |                  |                  |                  |                  |                  |                  |                  |                  |                  |                  |                  |